# Leon Lalite
Leon Lalite trước đó là Leon Bell (sinh ngày 19 tháng 12 năm 1980 ở Hitchin) là một cầu thủ bóng đá người Anh từng thi đấu ở vị trí tiền vệ cho Grays Athletic ở Isthmian League.